# Loqueffret
Loqueffret (bret. Lokeored) – miejscowość i gmina we Francji, w regionie Bretania, w departamencie Finistère.
Według danych na rok 1990 gminę zamieszkiwało 428 osób, a gęstość zaludnienia wynosiła 16 osób/km² (wśród 1269 gmin Bretanii Loqueffret plasuje się na 867. miejscu pod względem liczby ludności, natomiast pod względem powierzchni na miejscu 337.).